# Мекнес
Мекнес (араб. مكناس, бербер.: Meknas або Ameknas, фр. Meknès, ісп. Mequinez) — місто на півночі Марокко, розташоване на відстані 130 км від столиці Рабата та 60 км від Феса. Адміністративний центр регіону Мекнес-Тафілалет.
Мекнес був столицею Марокко під час правління Мулая Ісмаїла (1672—1727), до того, як столицю було перенесено до Марракеша. Назву «Мекнес» місто отримало з назви Берберського племені, відомого в середньовічних північноафриканських джерелах як Мекнаса (берберською Імекнасен).

## Історія
Найдавнішим поселенням, з якого виник Мекнес y VIII ст.н. е., була касба. У IX ст. н. е., після оселення на цьому місці Берберського племені під назвою мекнасів, місто почало розростатися навколо старого поселення й отримало сучасну назву.
В IX ст. н. е Альморавіди заклали в місті фортецю. Фортеця була зруйнована за спротив під час приходу до влади Альмохадів, але пізніше збудована знову в більшому розмірі, з мечетями та посиленими укріпленнями. Під час правління Маринідів на початку XIV ст.н. е. місто інтенсивно розбудовувалося — були зведені нові медресе, касби та мечеті. Період розквіту продовжився після приходу до влади Ваттасидів. Золота доба Мекнесу — столиця імперії під орудою Мулая Ісмаїла, правителя Султанату Марокко в 1672—1727. Під час його правління в старому місті було облаштовано велику в'язницю для християнських рабів, захоплених під час морських нападів, а також збудовано велику кількість садів, брам, мечетей (Мекнес називають «Містом ста мінаретів») та мур загальною довжиною 40 км.

## Головні туристичні принади
Руїни стародавнього римського міста Волюбіліс (Валілі) (приблизно пів години автомобілем від міста на північ).

## Галерея

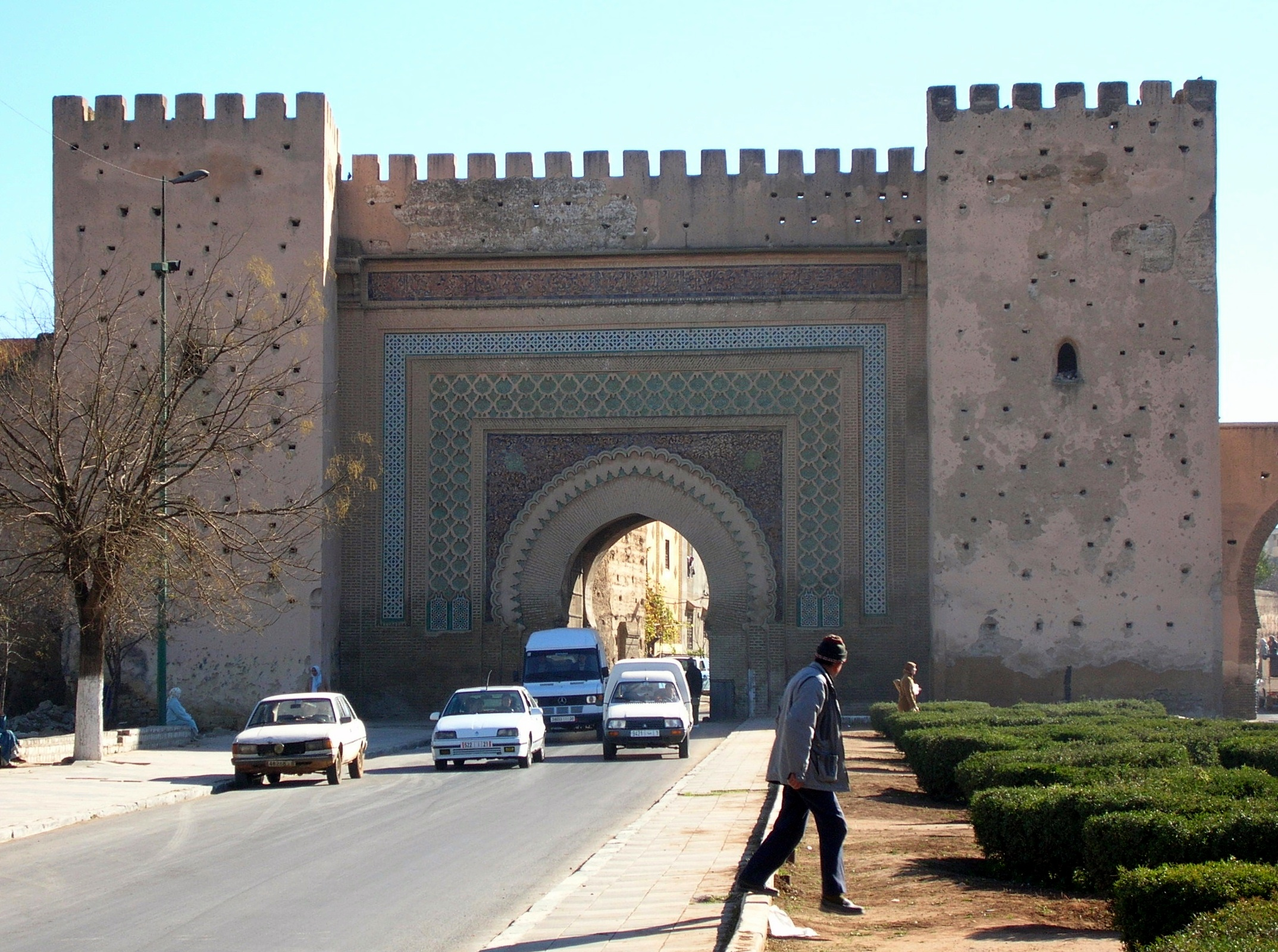
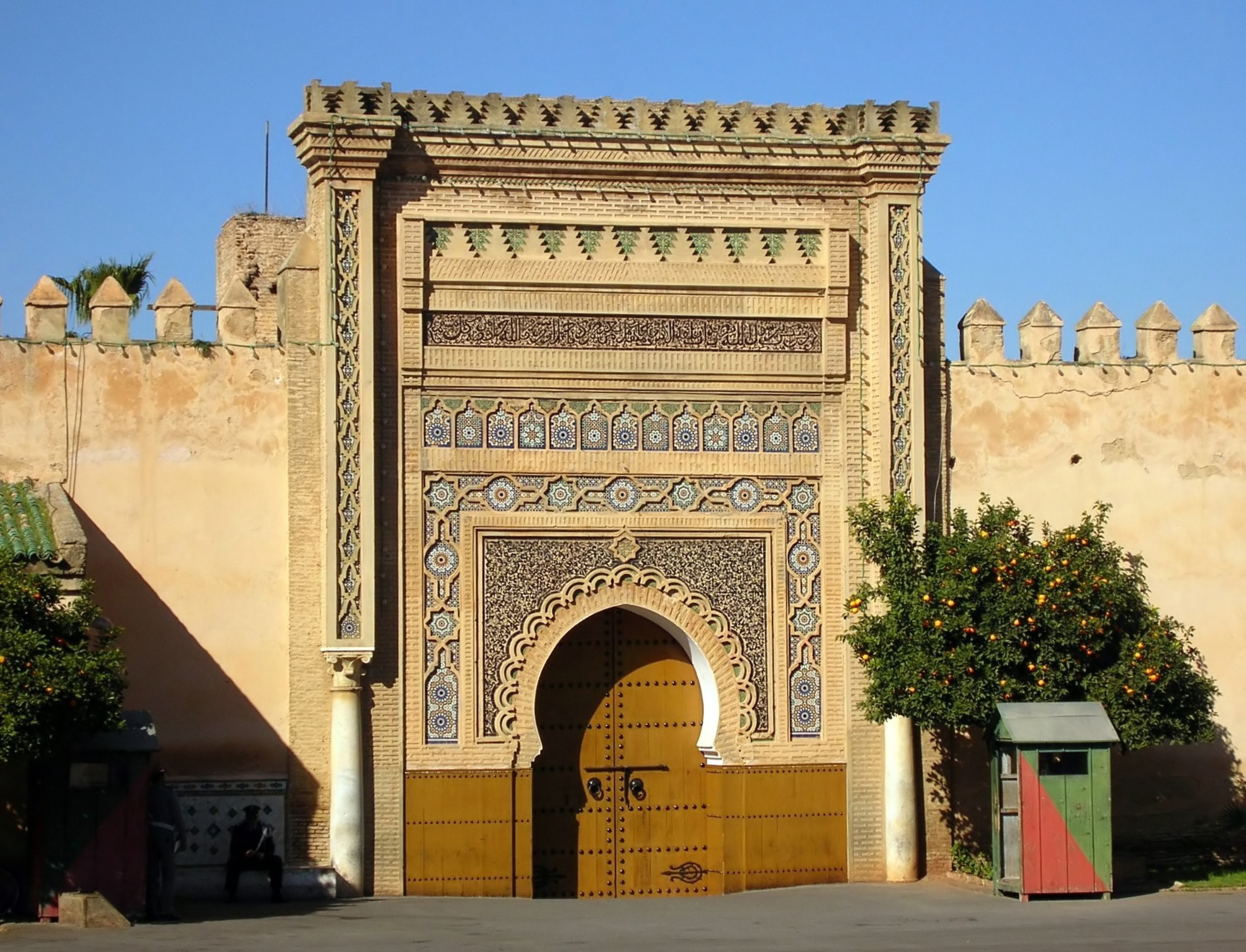
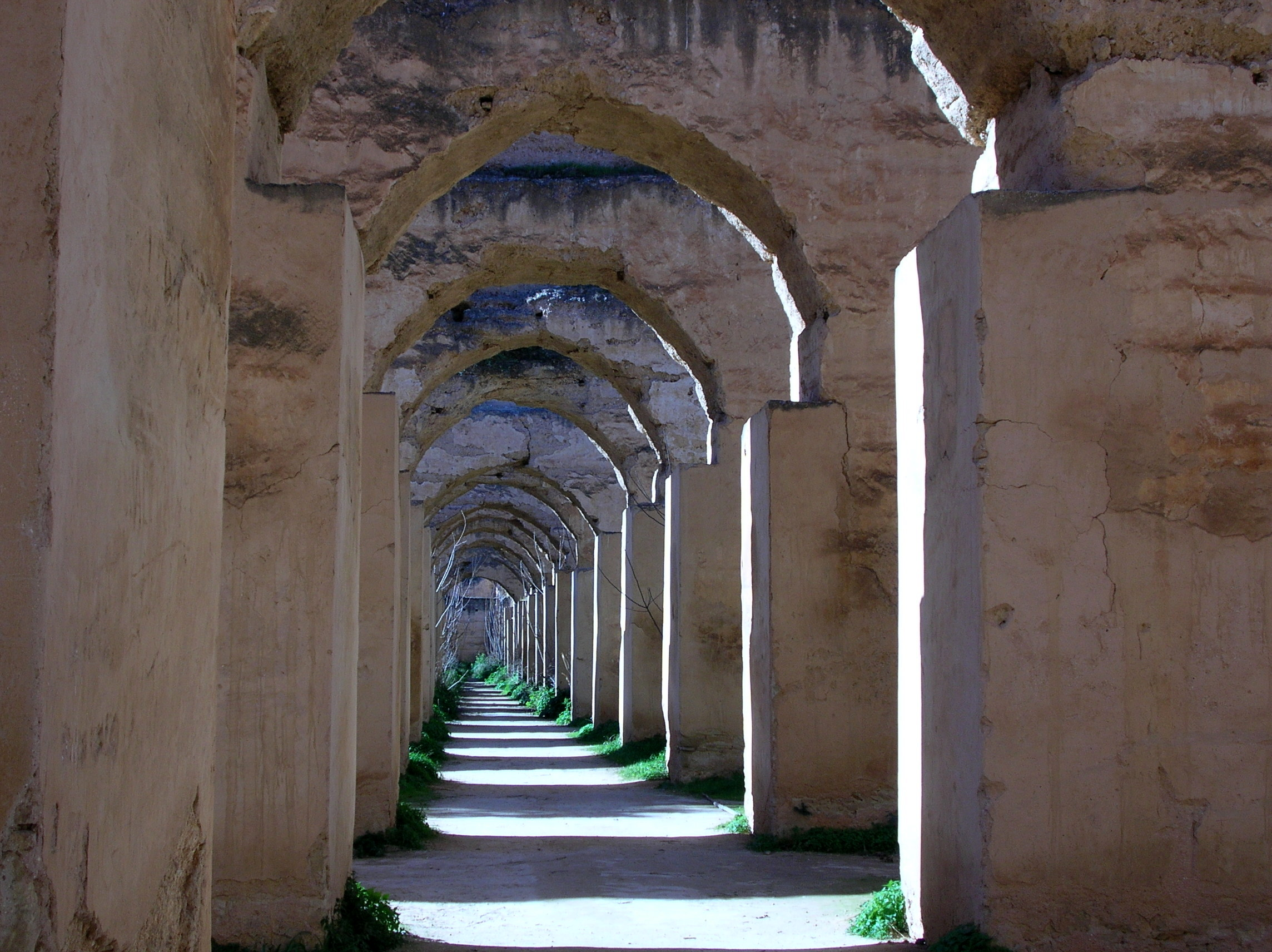
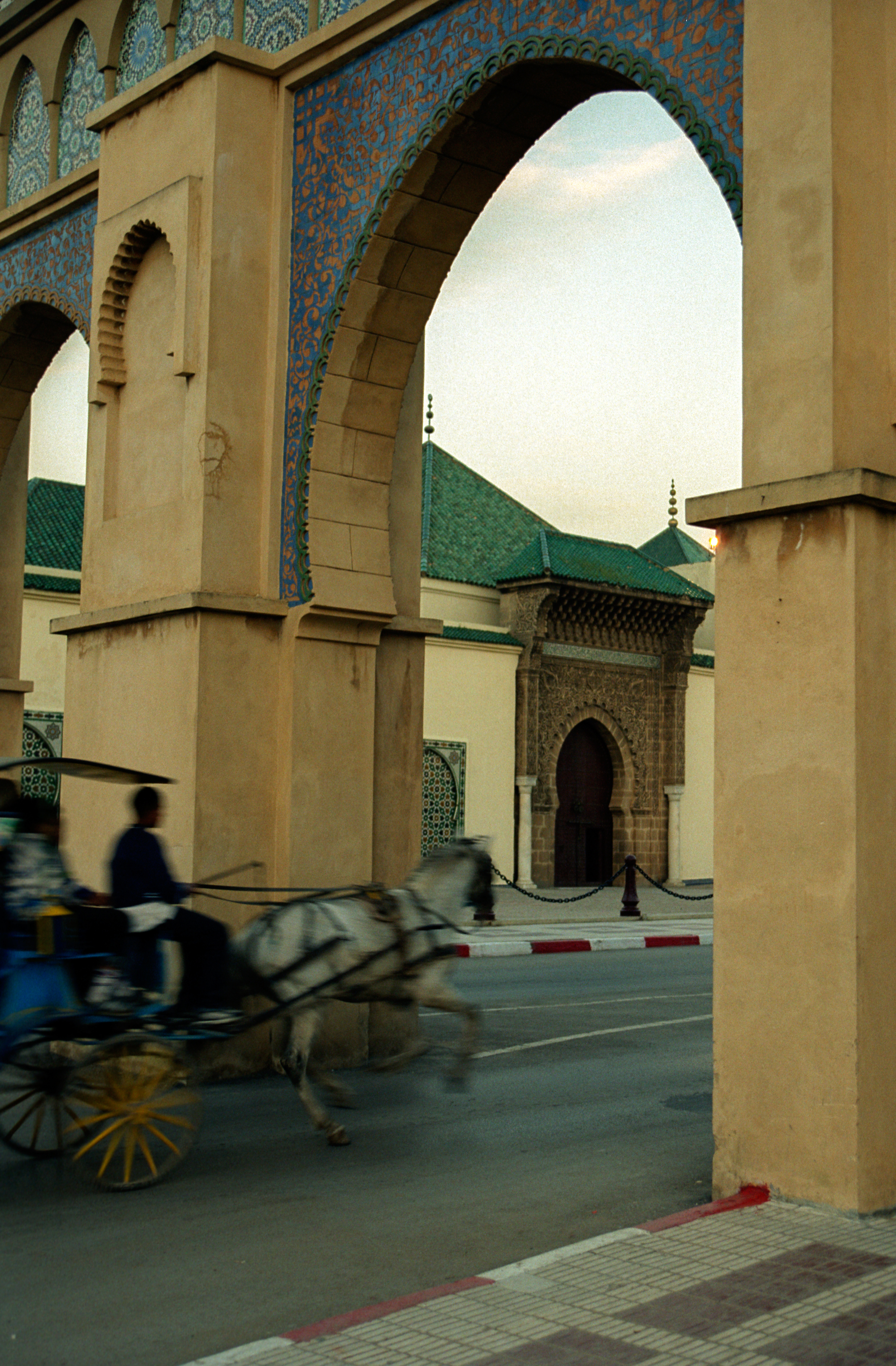
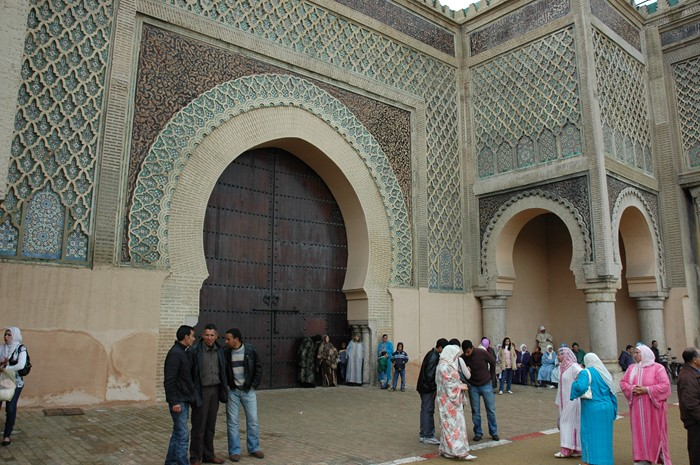
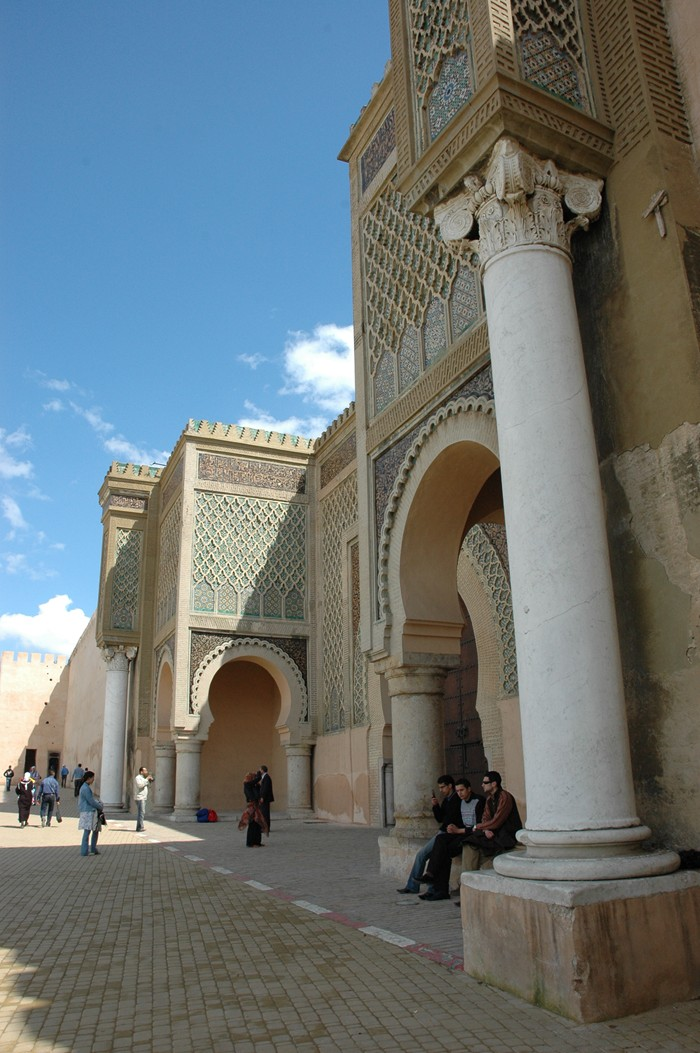